# 히나 칸
히나 칸(힌디어: हिना खान, 영어: Hina Khan, 1987년 10월 2일 ~ )은 인도의 배우이다.